# Eulace Peacock
Eulace Peacock (* 27. August 1914 in Dothan, Alabama; † 13. Dezember 1996) war ein US-amerikanischer Leichtathlet, der in den Jahren vor und während des Zweiten Weltkrieges als Sprinter, Weitspringer und Fünfkämpfer erfolgreich war. Am 6. August 1934 lief er in Oslo als 6. Läufer die 100 Meter in 10,3 s und wiederholte diese Leistung genau ein Jahr später in Basel. Dies war gleichzeitig die letzte Weltrekordeinstellung, bevor im Juni 1936 Jesse Owens mit 10,2 s alleiniger Weltrekordinhaber wurde.

## Leben
Eulace Peacock war der Sohn von James Peacock und Rose Ann Chambers. Er hatte zwei Brüder: James, der an der Temple University als Sprinter und Footballspieler aktiv war, und Clarence, Student der Rutgers University und Hürdenläufer. Eulace betrieb zunächst Weitsprung. Als 11-Jähriger sprang er ausgezeichnete 18 Fuß und verlor an der Union High School – die Familie war 1923 nach Union in New Jersey gezogen – keinen einzigen Weitsprungwettkampf. Sein im Jahr 1933 aufgestellter Schülerrekord von 24-4.5 hatte als Rekord der Union High School bis 1983 Bestand. Im Sprint hatte er Bestzeiten von 9,7 s (100 yds) und 21,7 s (220 yds) zu verzeichnen. An der Temple University steigerte er sich auf 9,5 s und sprang 26-3 weit – Leistungen, die als Studentenrekorde bis 1989 ungebrochen blieben. Im Jahr 1935 konnte er Jesse Owens bei insgesamt 10 Sprint-Duellen 7 Mal besiegen, und bei den AAU-Meisterschaften in Lincoln, Nebraska, besiegte er ihn sowohl im Sprint als auch im Weitsprung. Zu dem erwarteten Zweikampf bei den X. Olympischen Sommerspielen 1936 in Berlin kam es jedoch nicht, da Peacock verletzungsbedingt auf die Teilnahme verzichten musste.

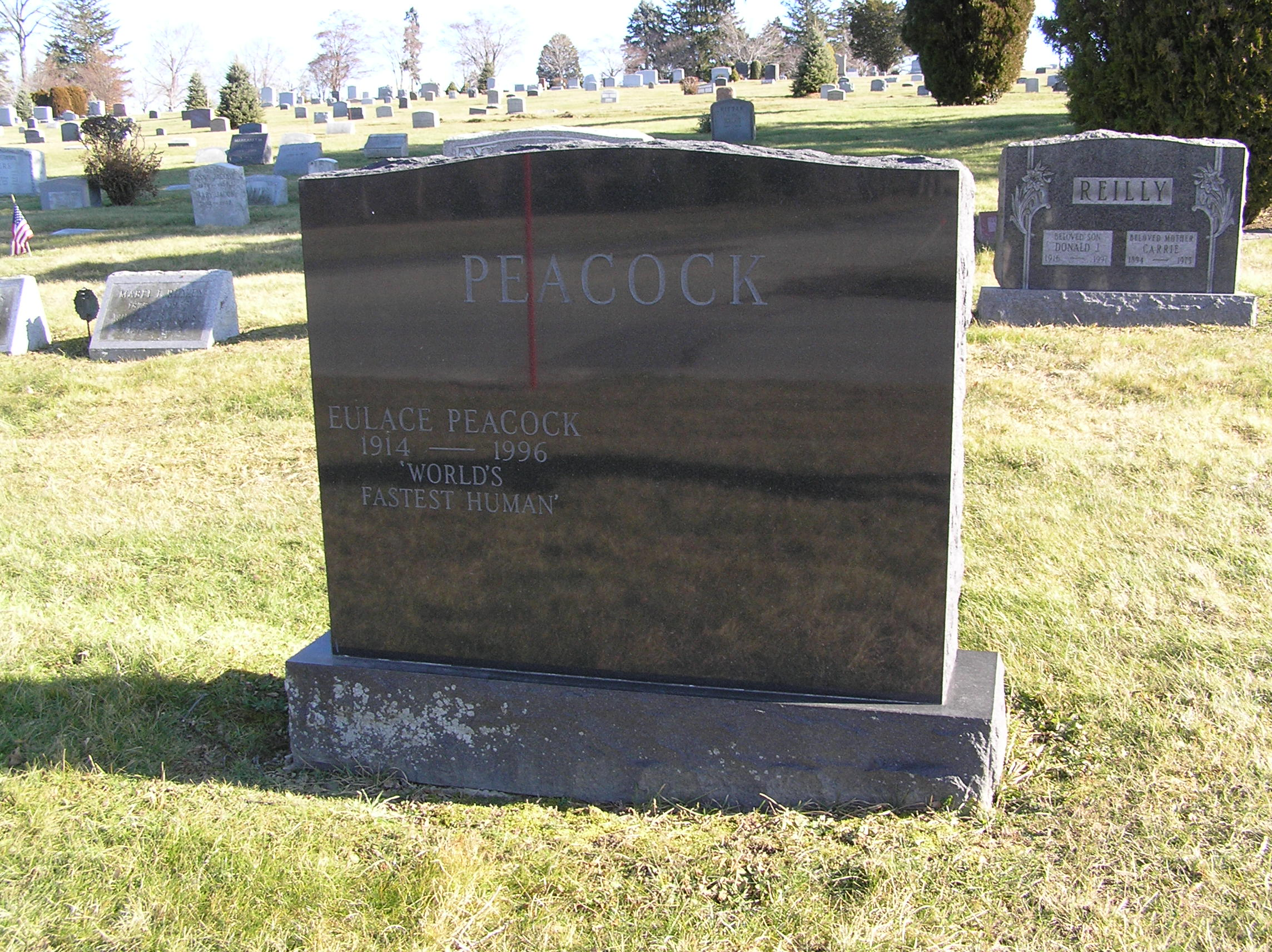
Peacocks Grab

Nach dem Studium war Peacock für das New York City Board of Education tätig. Von 1942 bis 1945 diente er bei der Coast Guard. Zusammen mit Jesse Owens gründete er die im Fleischhandel tätige Owens and Peacock Company und eröffnete 1947 in New York ein eigenes Spirituosen-Geschäft. Nebenbei betätigte er sich als Hundezüchter sowie als Kampfrichter.
Eulace Peacock wurde in mehrere Halls of Fame aufgenommen:
- Helm’s Hall of Fame in Los Angeles
- New Jersey Sports Hall of Fame
- National Track Hall of Fame in Indianapolis
- Yonkers Sports Hall of Fame (1971)
- Westchester County Sports Hall of Fame (1989)

Meistertitel
| Jahr     | 1933         | 1934         | 1935            | 1937      | 1943      | 1944      | 1945      |
| -------- | ------------ | ------------ | --------------- | --------- | --------- | --------- | --------- |
| Leistung | 3221,85 Pkt. | 3258,46 Pkt. | 10,2 s – 8,00 m | 3030 Pkt. | 3225 Pkt. | 2852 Pkt. | 3148 Pkt. |